# 滚马乡
滚马乡，是中华人民共和国贵州省黔东南苗族侗族自治州三穗县下辖的一个乡镇级行政单位。

## 行政区划
滚马乡下辖以下地区：
滚马村、白崇村、下德明村、大寨村、响水村、岔河村、苗鸟村、大湾村、德明村、塘冲村、洞脚村和枫木溪村。